# 達洛凡
達洛凡（排灣語：Tarovar），是台灣排灣族傳說中的怪物，也是造成大洪水的主要原因。

## 習性
達洛凡棲息在平原上，身形相當巨大，每條河川的水最終都會流入牠的嘴中。因為太大了，也沒有人知道牠真正的樣子。

## 大洪水
據說有一天，達洛凡的嘴巴突然無預警的關上，導致河水沒辦法流走而引起大洪水，排灣族人紛紛逃到山上避難，直到達洛凡又把嘴巴打開，洪水才退去，而排灣族人利用蚯蚓的糞便重新製造耕種的田地；另有說法認為族人中只有一對兄妹活下來，而他們逃上去的山正是蚯蚓的糞便聚集而成的，而他們也成為排灣族的始祖。
而為了感謝天神讓他們活下來，倖存的族人與神約定定期舉辦祭典謝神，就是五年祭的由來。

## 現代研究
達洛凡作為「大地河水最終匯流地點」的概念（类似中国神话的归墟），在原住民的神話傳說中屬於特例，而以蚯蚓的糞便重新創造出田地的傳說，也與農耕有比較密切的關連。